# Pseudoxyops
Pseudoxyops es un género de mantis, de la familia Mantidae, del orden Mantodea. Son nativas de Sudamérica.
Tiene cinco especies reconocidas científicamente: 
- Pseudoxyops minuta
- Pseudoxyops perpulchra
- Pseudoxyops borellii
- Pseudoxyops boliviana
- Pseudoxyops diluta